# آرندال (شهر)
آرندال (به لاتین: Arendal) یک منطقهٔ مسکونی در نروژ است که در آرندال واقع شده‌است. آرندال ۳۰٫۸۶ کیلومتر مربع مساحت و ۴۲٬۷۸۸ نفر جمعیت دارد و ۱۵ متر بالاتر از سطح دریا واقع شده‌است.